# 동시녹음
동시녹음(同時錄音, synchronous recording)은 영화, 텔레비전, 엔터테인먼트를 제작하는 동안 현장에서 영상 녹화와 동시에 음성을 녹음하는 방식이다.
동시녹음은 현장성을 높이거나 자연음의 효과를 그대로 살리기 위해서 뉴스·인터뷰·드라마를 제작할 때 사용하고, 영화의 경우, 영상을 녹화하는 필름에 가장 한쪽 가장자리에 자기 코팅을 한 필름을 사용하여 음성을 동시에 수록하는 COMMAG 방식, 음성트랙에 광학적으로 녹음하는 COMPOT 방식, 필름이 아닌 별도 자기테이프를 사용하여 녹음하는 SEPMAG 방식으로 분류된다.